# St. Nikolaus (Mittenkirchen)

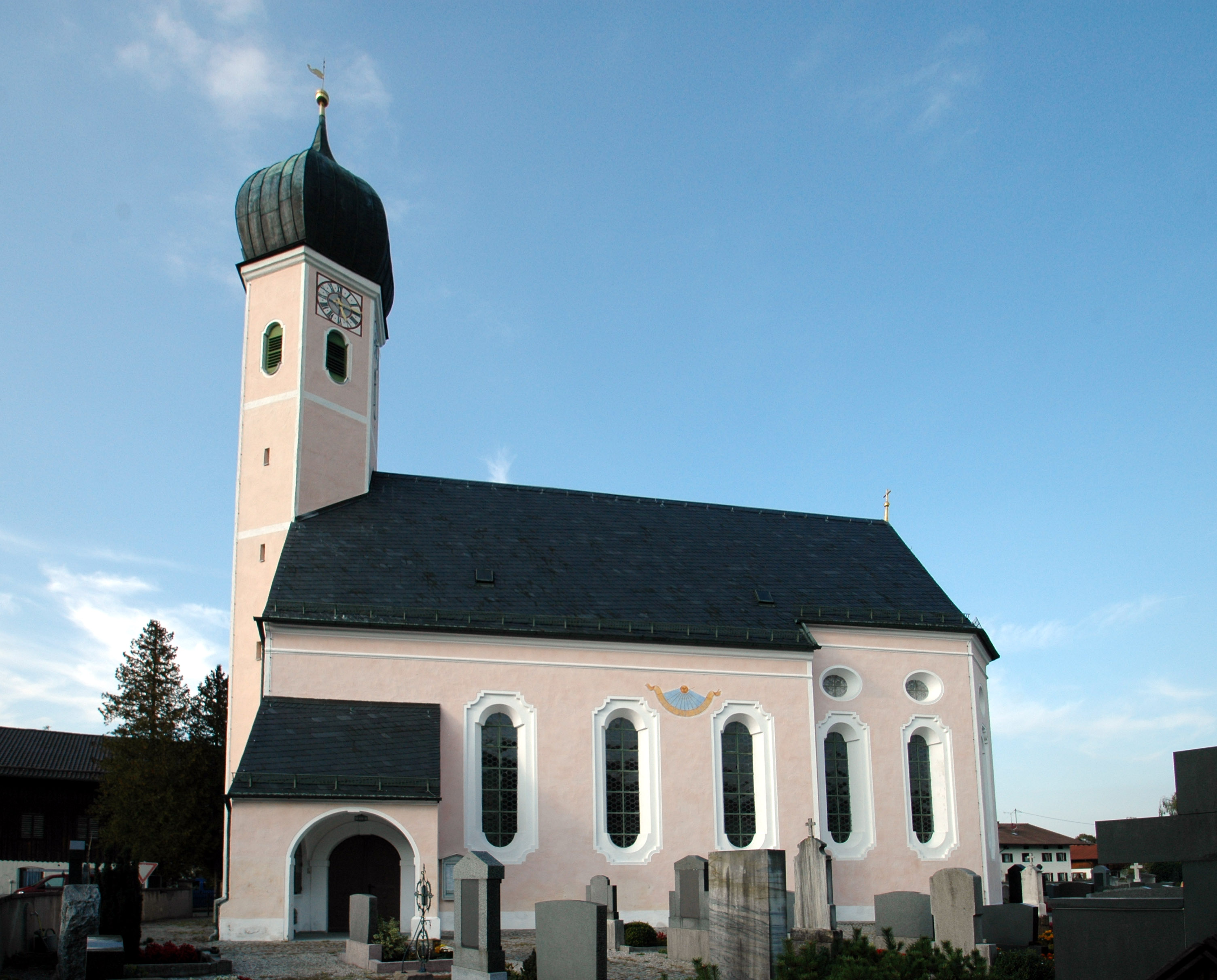
St. Nikolaus in Mittenkirchen

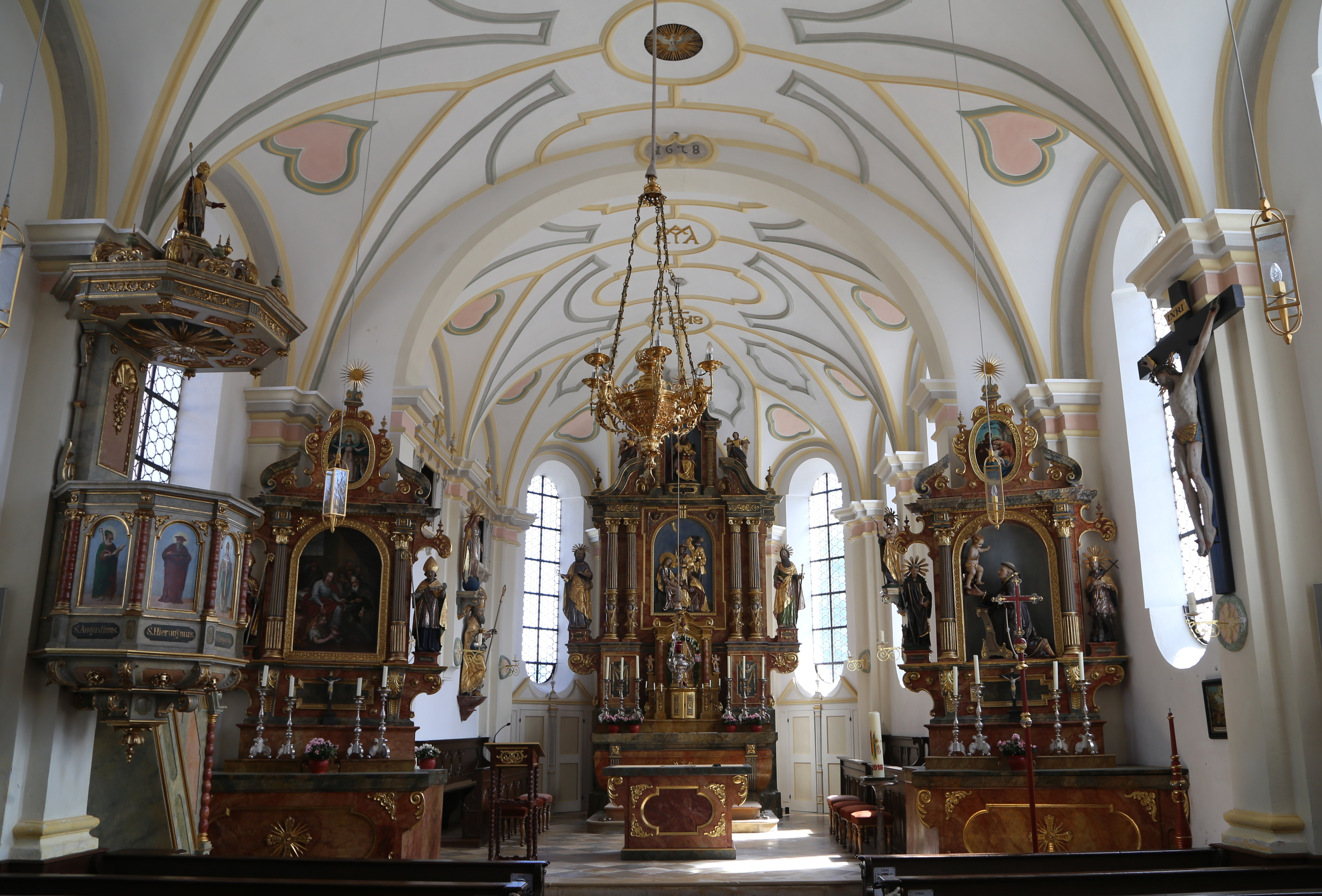
Innenansicht

Die römisch-katholische Filialkirche St. Nikolaus steht in Mittenkirchen, einem Gemeindeteil des Marktes Bruckmühl im oberbayerischen Landkreis Rosenheim. Sie ist in der Liste der Baudenkmäler in Bruckmühl unter der Nr. D-1-87-122-44 eingetragen. Die Kirche gehört zum Dekanat Rosenheim im Erzbistum München und Freising.

## Beschreibung
Die barocke Saalkirche wurde 1688 unter Einbeziehung von Teilen des gotischen Vorgängerbaus errichtet. Sie besteht aus dem Langhaus zu vier Jochen, dem eingezogenen, dreiseitig geschlossenen Chor im Osten, der Sakristei an der Nordwand des Chors, einem zum Portal führenden Vorbau an der Südwand des Langhauses und dem Kirchturm auf sechseckigem Grundriss im Westen, der mit einer Zwiebelhaube bedeckt ist. In seinem obersten Geschoss sind Turmuhr und Glockenstuhl eingebaut.
Der mit Stuck versehene Innenraum ist mit einem Stichkappengewölbe überspannt. Zur Kirchenausstattung gehört ein Hochaltar mit einem Relief über die Anbetung der Könige vom Anfang des 16. Jahrhunderts, der 1870 umgearbeitet wurde.